# 花斑锉石鳖
花斑锉石鳖（学名：Ischnochiton comptus），又名薄石鱉，是多板纲石鳖目薄石鳖科薄石鳖属的一种。

## 分佈
主要分布于韩国、台湾、中国大陆、日本本州中部等北太平洋地區，常栖息在潮间带、潮下带的岩石上。

## 參看
- 小笠原锉石鳖 Ischnochiton boninensis[5]